# 竹屿站
竹屿站（福州話：/tyʔ˥ søy˨˦˨/）位于中华人民共和国福建省福州市晋安区横屿路与竹屿路交叉口地下，是福州地铁4号线的地铁车站，于2023年8月27日启用。

## 站名来源
本站站名取自车站附近的竹屿村。竹屿村则因背靠凤丘山，山上种植着大片竹林而得名。

## 车站结构
竹屿站位于横屿路与竹屿路交叉口下方，站位呈东西走向，地下一层为站厅层；地下二层为站台层，岛式站台。
| 地面层   | 出入口                               |  | 出入口                   |
| 地下一层 | 站厅                                 |  | 票务服务、自动售票机     |
| 地下二层 | 1                                    |  | 4号线 往帝封江（横屿）   |
| 地下二层 | 岛式站台，列车运行方向左侧的车门打开 |  |                          |
| 地下二层 | 2                                    |  | 4号线 往凤凰池（三角池） |

### 出入口与周边
| 竹屿站出入口信息            | 竹屿站出入口信息 | 竹屿站出入口信息 | 竹屿站出入口信息                               | 竹屿站出入口信息 |
| --------------------------- | ---------------- | ---------------- | ---------------------------------------------- | ---------------- |
|                             |                  |                  |                                                |                  |
| 编号                        | 设施             | 位置             | 接驳交通                                       | 照片             |
| 出口 · A · 1                |                  | 车站东北一口     | 岳峰派出所、晋安榕博小学、竹屿凤林             |                  |
| 出口 · A · 2                |                  | 车站东北二口     | 岳峰镇政府、潭桥鹤林路口、晋安体育馆           |                  |
| 出口 · B                    |                  | 车站西北口       | 竹屿地铁站B口、横屿路、省二人民医院二化分院    |                  |
| 出口 · C                    |                  | 车站西南口       | 横屿路、岳峰                                   |                  |
| 出口 · D                    |                  | 车站东南口       | 香开新城、洋头尾路东、竹屿(晋安区市民服务中心) |                  |
| 注： 设有电梯 \| 设有卫生间 |                  |                  |                                                |                  |

## 历史
- 2017年6月29日，福建省发展和改革委员会批复《福州市城市轨道交通4号线一期工程可行性研究报告》（闽发改网审交通〔2017〕103号），福州地铁4号线在横屿路与竹屿路交叉口设池边站。[2]
- 2018年1月21日，竹屿站进行一期围挡施工。
- 2018年2月8日，竹屿站一期首幅地连墙开槽。
- 2018年8月11日，竹屿站进行二期围挡施工。[3]
- 2018年10月10日，竹屿站首仓底板混凝土浇筑完成。
- 2018年12月30日，竹屿站首段顶板混凝土浇筑完成。
- 2019年8月26日，竹屿站主体结构封顶。[4]
- 2023年8月23–25日，竹屿站开启免费试乘活动。[5]
- 2023年8月27日，竹屿站启用。[1]